# Matilda de Brabant
Matilda de Flandra (n. 1170 – d. 16 octombrie 1210) a devenit ducesă de Brabant prin căsătorie.

## Familie
Matilda era fiica mai tânără a contesei Maria I de Boulogne și a soțului acesteia, Matei de Alsacia și sora mai mică cu Ida de Boulogne. Pe linie maternă, bunicii Matildei erau regele Ștefan al Angliei și soția acestuia, contesa Matilda I de Boulogne. Din partea tatălui, Matilda avea ca bunici pe contele Thierry de Flandra și pe Sibila de Anjou.
Căsătoria dintre părinții Matildei a fost anulată în același în care ea se năștea, iar mama sa a devenit călugăriță  benedictină la Saint Austrebert, în Montreuil și a murit în 1182. Tatăl ei, Matei a continuat însă să guverneze comitatul de Boulogne până la moarte, în 1173, când Ida a preluat succesiunea.

## Căsătorii și copii
Matilda a devenit ducesă de Brabant, în urma căsătoriei cu ducele Henric I de Brabant, petrecută atunci când ea avea doar 9 ani, în 1179. Cuplul a avut șapte copii:
- Maria (n. cca. 1190 – d. mai 1260), căsătorită în Maastricht după 19 mai 1214 cu împăratul Otto al IV-lea de Braunschweig; recăsătorită în iulie 1220 contele Willem I de Olanda
- Adelaida (n. cca. 1190), căsătorită în 1206 cu contele Arnulf de Loos; recăsătorită în 3 februarie 1225 cu contele Guillaume al X-lea de Auvergne (n. cca. 1195–d. 1247); recăsătorită înainte de 21 aprilie 1251 cu Arnold van Wesemaele (d. după 1288)
- Margareta (n. 1192–d. 1231), căsătorită în ianuarie 1206 contele Gerard al III-lea de Gelderland (d. 22 octombrie 1229)
- Matilda (n. cca. 1200 – d. 22 decembrie 1267), căsătorită în Aachen în 1212 cu contele Henric al II-lea de Rheinland-Pfalz (d. 1214); recăsătorită în 6 decembrie 1214 cu contele Floris al IV-lea de Olanda
- Henric al II-lea de Brabant (n. 1207–d. 1248), căsătorit prima dată înainte de 22 august 1215 cu Maria de Hohenstaufen; recăsătorit în 1240 cu Sofia de Thuringia
- Godefroi (n. 1209 – d. 21 ianuarie 1254), senior de Gaesbeek, căsătorit cu Maria van Oudenaarde
- un alt copil, al cărui nume și al cărui sex nu sunt cunoscute

Matilda a murit în 1210, fiind înmormântată în biserica Sfântului Petru din Leuven.
După decesul ei, ducele Henric se va recăsători cu o a doua soție, Maria de Franța, fiică a regelui Filip al II-lea al Franței.